# Broken Down Vol. 1
Broken Down Vol. 1 è il secondo EP del cantante canadese/statunitense Grandson, pubblicato il 17 agosto 2018 dalla Fueled by Ramen.

## Descrizione
Prodotto dal chitarrista Boonn, contiene le versioni acustiche dei brani Blood // Water e Despicable, entrambi originariamente tratti dall'EP di debutto A Modern Tragedy Vol. 1.

## Tracce
1. Blood // Water (Acoustic) – 3:50 (Jordan Benjamin, Kevin Hissink, Chester Krupa Carbone)
2. Despicable (Acoustic) – 3:02 (Jordan Benjamin, Kevin Hissink, Chester Krupa Carbone, Taylor Bird)